# Ookmeerweg
De Ookmeerweg is een doorgaande weg in Amsterdam-Nieuw-West. De naam van de straat werd op 17 april 1957 door een gemeenteraadsbesluit vastgesteld. De weg is vernoemd naar het Ookmeer, een droogmakerij ten oosten van de oude buurtschap Osdorp, op (ongeveer) de plek van het huidige Sportpark Ookmeer.
De Ookmeerweg is vanaf 1957 aangelegd als noordgrens van de toen in aanbouw zijnde Tuinstad Osdorp. De weg begint bij het Sloterpark waar de (nu) President Allendelaan (tot 1974: Westoever) (de verbinding met Slotermeer) eindigt. De weg loopt vandaar in westelijke richting. Op het eerste gedeelte ligt aan de noordkant (rechts) het Sportpark Ookmeer, onderbroken door de Troelstralaan. Aan de zuidkant liggen woningen. Omdat de weg druk is zijn de woningen toegankelijk via een gescheiden ventweg.
De Ookmeerweg eindigde jarenlang op het punt waar ook de Osdorper Ban eindigt. In 1971 werd daar aan de noordzijde, in de Lutkemeerpolder de begraafplaats Westgaarde geopend.
In de jaren tachtig werd de weg doorgetrokken in zuidwestelijke richting, in verband met woningbouw in de Middelveldsche Akerpolder (MAP, tegenwoordig bekend als De Aker). Het nieuwe deel heette aanvankelijk, vanaf 1988, Verlengde Ookmeerweg, maar sinds 1997 heet dit ook kortweg Ookmeerweg.
De Ookmeerweg eindigt nu op de Lijnderbrug over de Ringvaart van de Haarlemmermeerpolder, waar de weg overgaat in de Amsterdamse Baan die leidt naar de A9 en de Schipholweg.
Aan de zuidzijde eindigen Meer en Vaart, de Baden Powellweg, de Osdorper Ban en De Alpen op de Ookmeerweg.
Aan de noordzijde sluiten de Troelstralaan (de verbinding tussen Osdorp en Geuzenveld) en de landelijke 'oude' Osdorperweg (de verbinding met het dorp Halfweg) aan.
Aan de Ookmeerweg liggen twee bedrijventerreinen: het Bedrijvencentrum Osdorp (BCO) (1965, 18 ha) tussen de Baden Powellweg en de Osdorper Ban en het Business Park Amsterdam Osdorp (oorspronkelijk genoemd: Bedrijvenpark Lutkemeer) tussen Westgaarde en de Ringvaart. Voor dat laatste bedrijvenpark staat het massieve kunstwerk Animaris rhinoceros transport van Theo Jansen gekooid opgesteld.
De Ookmeerweg (van Meer en Vaart tot de Ringvaart) en de Amsterdamse Baan (van de Ringvaart tot de A9 en de Schipholweg bij Lijnden) vormen het buitenste deel van de (Amsterdamse) stadsroute s106.